# Möggers
Möggers ist eine Gemeinde im Bezirk Bregenz in Vorarlberg mit 560 Einwohnern (Stand 1. Jänner 2024).

## Geografie
Die Gemeinde befindet sich in der Region Leiblachtal und grenzt im Osten und Nordosten an das deutsche Westallgäu (Landkreis Lindau). Der Nachbarort Scheidegg ist nur wenige Kilometer entfernt. Die Gemeinde liegt auf dem Pfänderstock und ist eine typische Berggemeinde. Beim Blick in den Westen kann man, von der richtigen Stelle aus, die deutsche Stadt Lindau und den Bodensee überblicken. Im Nordosten liegt ein Teil des Europaschutzgebiets Rohrach.

### Nachbargemeinden
|          | Hohenweiler                                 | Sigmarszell        |
| Hörbranz | Kompassrose, die auf Nachbargemeinden zeigt | Scheidegg          |
|          | Eichenberg                                  | Langen bei Bregenz |

## Geschichte
Die erste urkundliche Erwähnung stammt aus dem Jahr 1249. In der Bulle von Innozenz IV. wird erwähnt, dass die Pfarre Mehrerau „an dem Ogiez“ eine Mühle besitzt. In einer Urkunde von 1353 wird von „zem Oggers“ berichtet.
Das Gebiet war lange in Besitz der Montforter, wird aber 1523 von den Habsburgern gekauft. In einer kurzen Unterbrechung von 1805 bis 1814 gehörte es zu Bayern, dann blieb es bis zum Ende der Monarchie bei Habsburg.
Einer der Wege, auf denen im Mittelalter Salz von Solbad Hall an den Bodensee gebracht wurde, führte über den Rucksteig. Dieser steile Weg war eine besondere Herausforderung für die Fuhrwerke und wurde 1544 auf Kaiserlichen Erlass ausgebaut.
Der Haupterwerbszweig war jedoch die Land- und Forstwirtschaft. Der Wasserreichtum in Verbindung mit dem Wald führte zum Bau von Mühlen und Sägen, die schon um 1600 nachgewiesen sind. Später kam die Erzeugung von Holzkohle dazu, die ebenso wie Bretter nach Lochau gebracht und von dort über den Bodensee verschifft wurden. Die Standorte von einigen Mühlen und Kohlplätzen sind noch heute bekannt.
Auf die Landwirtschaft wirkte sich die Vereinödung von 1774 besonders positiv aus. Die damals zusammengeführten Grundstücke bilden noch heute die bäuerliche Grundstruktur.
Zum Ende des 19. Jahrhunderts begannen Bauern mit der Erzeugung von Butter und Käse. Daraus entwickelten sich Sennerei-Genossenschaften.
Die endgültigen Gemeindegrenzen erhielt Möggers 1922, als Eichenberg eine eigenständige Gemeinde wurde.

### Bevölkerungsentwicklung

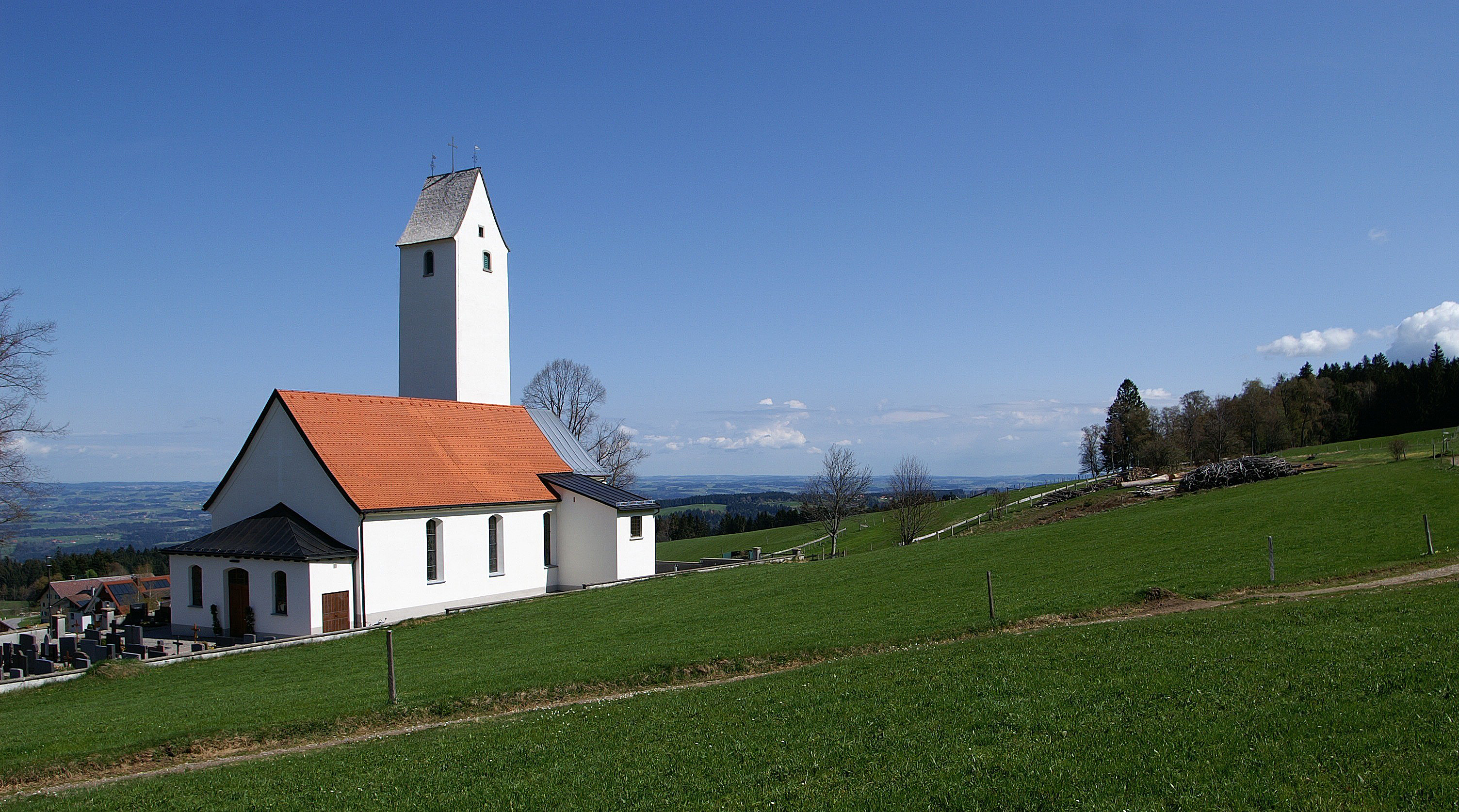
Pfarrkirche Möggers

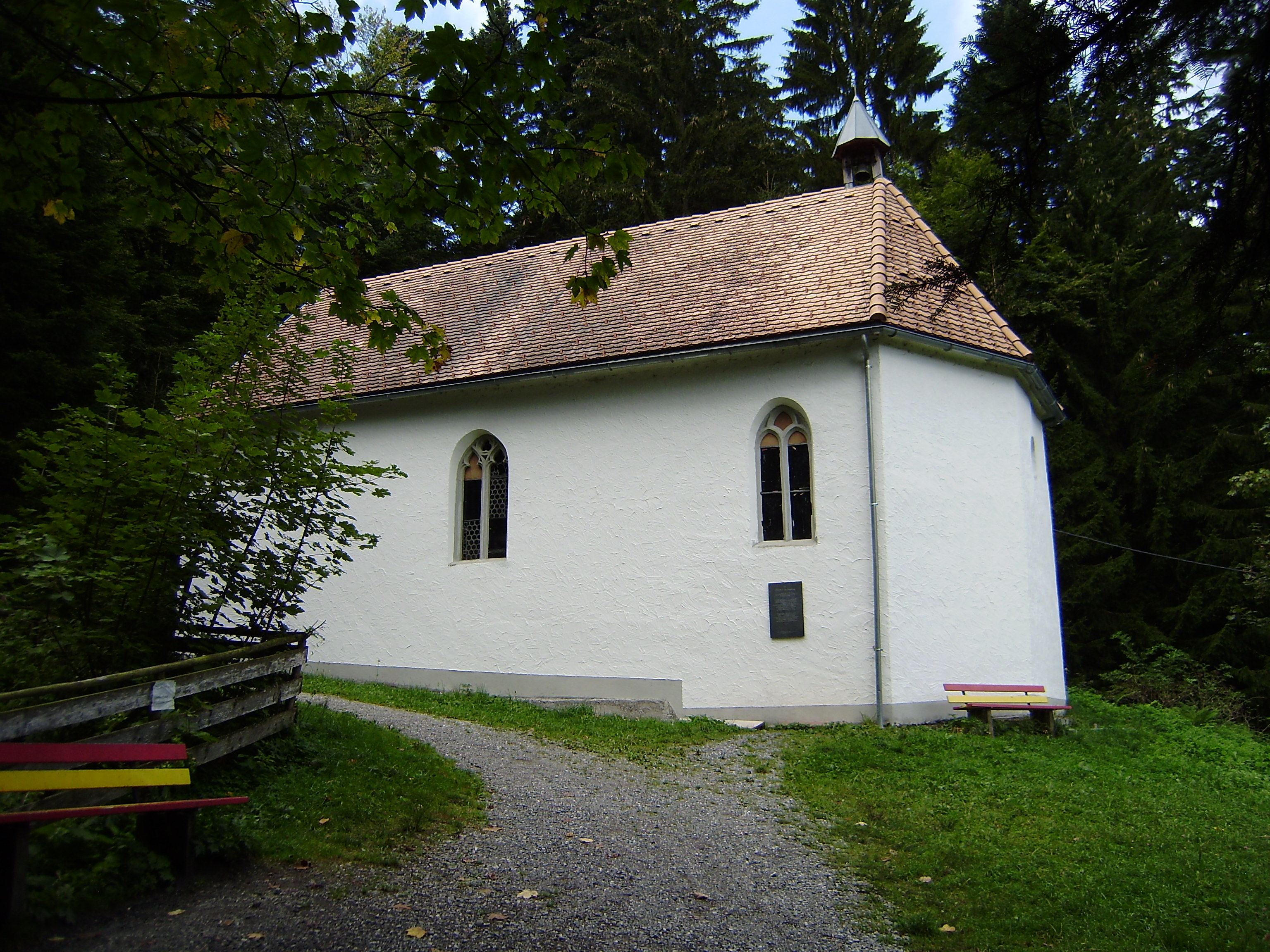
Ulrichskapelle

In den zehn Jahren von 1981 bis 1991 waren sowohl die Geburtenbilanz als auch die Wanderungsbilanz stark positiv. Dies führte zu dem sprunghaften Anstieg der Bevölkerungszahl. In den darauffolgenden Jahren wanderten viele Einwohner ab, die Geburtenbilanz blieb jedoch positiv.

## Kultur und Sehenswürdigkeiten
- Katholische Pfarrkirche Möggers hl. Ulrich
- Ulrichskapelle

## Wirtschaft und Infrastruktur
Die Landwirtschaft spielt eine wichtige Rolle. Der Anteil der landwirtschaftlichen Flächen an der Gesamtfläche liegt bei fünfzig Prozent.

### Arbeitsstätten, Pendler
Am Ort gab es im Jahr 2011 vier Betriebe der gewerblichen Wirtschaft mit 19 Beschäftigten, im Dienstleistungssektor arbeiteten 39 Menschen. Von den 288 Erwerbstätigen, die in der Gemeinde lebten, pendelten beinahe 200 zur Arbeit aus.

### Bildung
Am Ort gibt es (Stand Januar 2003) 49 Schüler. In Möggers gibt es zudem einen Kindergarten.

## Politik

### Gemeindevertretung

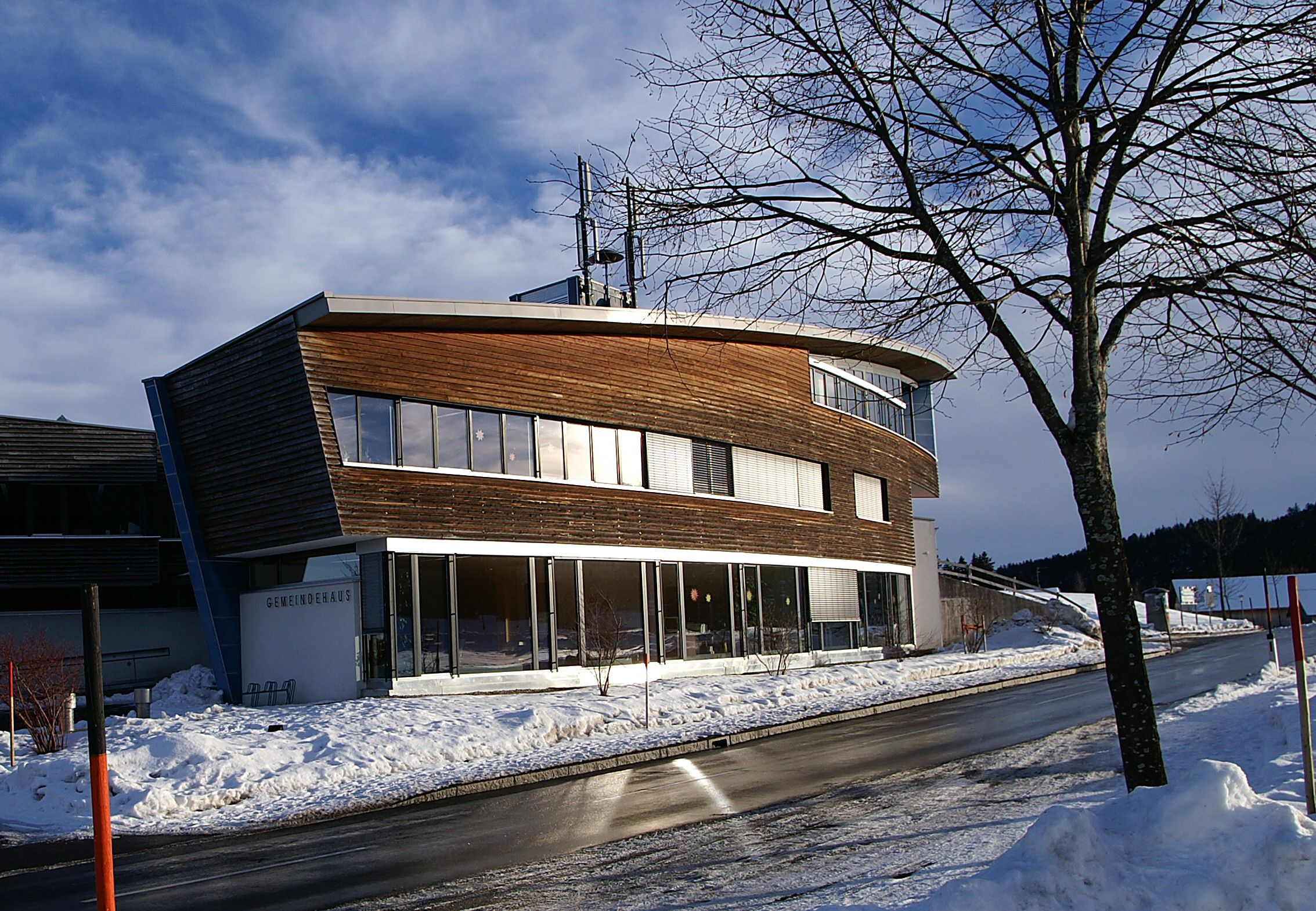
Gemeindehaus Möggers

In Vorarlberg wählen die Bürger alle fünf Jahre die Mitglieder der Gemeindevertretung durch Ankreuzen eines Listen-Wahlvorschlages bzw. durch Mehrheitswahl wenn kein Listenvorschlag vorliegt. Weiters den Bürgermeister durch Ankreuzen eines Wahlvorschlages.
Die Gemeindevertretung wählt in der konstituierenden Sitzung aus ihrer Mitte – sofern keine Wahl durch die Bürger zustande kam – gemäß § 61 Gemeindegesetz einen Bürgermeister und dann einen mindestens dreiköpfigen Gemeindevorstand. Die Zahl dieser „Gemeinderäte“ darf aber gemäß § 55 den vierten Teil der Zahl der Gemeindevertreter nicht übersteigen.
Der Bürgermeister führt den Vorsitz bei den generell öffentlichen Sitzungen der Gemeindevertretung, in denen kommunale Belange besprochen und Beschlüsse gefasst werden. Beobachter haben kein Mitspracherecht und kein Stimmrecht. Die Gemeindevertretung kann nach Bedarf Ausschüsse bestellen. Sitzungen des Gemeindevorstandes und der Ausschüsse sind nicht öffentlich.

#### Sitzverteilung nach den Wahlen
- Gemeindevertretungswahlen 1985: Einheitsliste 9.[9]
- Gemeindevertretungswahlen 1990: Einheitsliste 7, Freie Bürgerliste 2.[10]
- Gemeindevertretungswahlen 1995: Einheitsliste der Gemeinde Möggers 10, Freie Bürgerliste 2.[11]
- Mangels wählbarer Listen erfolgten die Wahlen 2000 und 2005 per Mehrheitswahl.[12][13]
- Gemeindevertretungswahlen 2010: Gemeindevertretungsliste Möggers 12.[14]
- Gemeindevertretungswahlen 2015: Gemeindevertretungsliste Möggers 12.[15]
- Gemeindevertretungswahlen 2020: Gemeindevertretungsliste Möggers 12.[16]
- Gemeindevertretungswahlen 2025: Gemeindevertretungsliste Möggers 12.[17]

### Bürgermeister
- 1945–1956 Georg Wucher[18]
- 1956–1971 Georg Bantel[18]
- 1971–1980 Ferdinand Vögel[18]
- 1980–2022 Georg Bantel (siehe Anmerkung)[18]
- seit Juli 2022 Lukas Greussing

### Wappen
Das Gemeindewappen zeigt „Auf blauem Schild das Bildnis des hl. Ulrich mit goldenem Mantel, roter Mitra und goldenem Bischofsstab in der rechten und einer roten Bibel mit goldenem Fisch auf der linken Hand“. Es entstand im Jahre 1969 nach einem Entwurf des Schrunser Künstlers und Heraldikers Konrad Honold.

## Persönlichkeiten
- Ariane Rädler (* 1995), Skirennläuferin